# Marquesado de Eguaras
El marquesado de Eguaras es un título nobiliario español, concedido por Felipe V de España por real cédula del 7 de marzo de 1703 y real despacho del 31 de julio de 1703 a Francisco Antonio Eguaras y Pasquier, señor de la Torre de Eguaras, junto a Tarazona (Zaragoza), de Barillas (Navarra) y del castillo de Peñaflor, en recompensa por su adhesión a la causa borbónica.

## Lista de marqueses
|                       | Titular                                                   | Periodo               |
| Creación por Felipe V | Creación por Felipe V                                     | Creación por Felipe V |
| --------------------- | --------------------------------------------------------- | --------------------- |
| I                     | Francisco Antonio Eguaras y Pasquier                      | 1703-1723             |
| II                    | Dionisio Eguaras y Fernández de Hijar                     | 1723-1728             |
| III                   | Ana María de Eguaras y Fernández de Heredia               | 1728-1737             |
| IV                    | Dionisio María Fernández de Liñán de Heredia y Eguaras    | 1737-1743             |
| V                     | María Joaquina Fernández de Heredia y Zapata de Calatayud | 1743-1775             |
| VI                    | José Antonio de la Cerda y Marín de Resende               | 1775-1825             |
| VII                   | José Máximo de la Cerda y Palafox                         | 1825-1851             |
| VIII                  | Virginia de la Cerda y Gand-Villain                       | 1849-1909             |
| IX                    | Carlos José Drake y de la Cerda                           | 1910-1921             |
| X                     | Carlos María Drake y Redondo                              | 1921-1937             |
| XI                    | Emilio Drake y Redondo                                    | 1937/1951-1972        |
| XII                   | Carlos Drake y Sánchez del Villar                         | 1975-1999             |
| XIII                  | Jesús Drake y Drake                                       | 1999-2004             |
| XIV                   | Álvaro Drake y Escribano                                  | 2004-2019             |
| XV                    | Emilio Drake Canela                                       | 2019-actual titular   |

## Historia de los marqueses de Eguaras
- Francisco Antonio Eguaras y Pasquier (baut. catedral de Tarazona, 10 de abril de 1647-1723), I marqués de Eguaras.[2]  Era hijo de Dionisio de Eguaras y Beaumont-Navarra —hijo de Dionisio de Eguaras y de Juana de Beaumont y Navarra (m. 1643), descendiente del rey Felipe III de Navarra—,[3] y de Magdalena Paula Pasquier de Agorreta.[2]

Casó, el  26 de noviembre de 1665 en la iglesia de San Gil Abad (Zaragoza), con Guiomar Fernández de Híjar y de Híjar. Sucedió su hijo:
- Dionisio Eguaras y Fernández de Hijar (baut. Catedral de Tarazona, 7 de noviembre de 1668-Zaragoza, 29 de julio de 1728[3]), II marqués de Eguaras, señor de Barillas y de la casa-torre y Palacio de Eguarás.

Casó, en la iglesia de San Gil Abad, Zaragoza, el 17 de febrero de 1693, con su prima segunda, María Magdalena Fernández de Heredia y Marín de Villanueva, IV marquesa de Barboles, IV condesa de Contamina y IV condesa de San Clemente. Sucedió su hija:
- Ana María de Eguaras y Fernández de Heredia (m. 7 de noviembre de 1752[3]), III marquesa de Eguaras,[2] V condesa de Contamina y V condesa de San Clemente.[2]

Casó con Diego José Fernández de Liñán de Heredia, V marqués de Bárboles. Cedió el título a su hijo que le sucedió en 1737:
- Dionisio María Fernández de Liñán de Heredia y Eguaras (baut. 5 de agosto de 1718, en la iglesia de San Gil Abad, Zaragoza, el 5 de agosto de 1718-Bárboles, 27 de agosto de 1743), IV marqués de Eguaras.[2]

Casó en la iglesia de San Esteban, Valencia, el 15 de mayo de 1737, con Vicenta Zapata de Calatayud Ferrer y Próxita (1716-1742). Sucedió su hija:
- María Joaquina Fernández de Heredia y Zapata de Calatayud (baut. iglesia de San Gil Abad, Zaragoza, el 21 de marzo de 1738-Aranjuez, 21 de junio de 1775), V marquesa de Eguaras,[2] VI marquesa de Bárboles, VI condesa de Contamina, VI condesa de San Clemente y VII vizcondesa de Mendinueta.[2]

Casó en primeras nupcias, siendo su segunda esposa, con Francisco Antonio Fernández de Híjar Zapata de Calatayud (m. 1754), XI duque de Lécera, grande de España. Contrajo un segundo matrimonio con Juan Antonio de Lanuza y Boixadors (m. 1769), VI conde de Plasencia. Casó en terceras nupcias, siendo su segunda esposa, con Fausto Francisco de Palafox , VII marqués de Ariza, grande de España. Sin descendencia de ninguno de sus matrimonios, sucedió su sobrino, hijo de José María de la Cerda y Cernesio, V conde de Parcent, grande de España, y de su esposa, María del Carmen Antonia Marín de Resende y Fernández de Heredia, V condesa de Bureta:
- José Antonio de la Cerda y Marín de Resende (Valencia, 29 de abril de 1771-Valencia, 26 de julio de 1825),[7] VI marqués de Eguaras,[7] VI conde de Parcent, grande de España,[6] VII marqués de Bárboles, VI conde del Villar, VII conde de Contamina, IX vizconde de Mendinueta y VII conde de San Clemente (título que perdió por sentencia).[7]

Contrajo matrimonio, el 28 de diciembre de 1793, con María Ramona de Palafox Portocarrero (m. 1823), hija de Felipe Antonio José de Palafox Centurión Croy D'Havrè y Lacarra, y de María Francisca de Guzmán Portocarrero, VI condesa de Montijo, VII marquesa de Valderrábano, V condesa de Fuentidueña, etc. Sucedió su hijo:
- José Máximo de la Cerda y Palafox (Valencia, 18 de noviembre de 1794-Madrid, 16 de febrero de 1851), VII marqués de Eguaras,[7] VII conde de Parcent, grande de España,  VIII conde de Contamina, VIII marqués de Bárboles, VII conde del Villar, XI marqués de Fuente el Sol, X vizconde de Mendinueta, mayordomo mayor y jefe de la casa del infante Francisco de Paula Antonio de Borbón, gentilhombre grande de España con ejercicio y servidumbre del rey Fernando VII y de la reina Isabel II,[7] prócer y senador por la provincia de Valencia y senador vitalicio.[9]

Casó, en 1815 en Madrid, con María Luisa de Gand-Villain (m. 1824), vizcondesa de Gand y condesa del Sacro Imperio Romano. Sucedió su hija en 1849, por cesión de su padre:
- Virginia de la Cerda y Gand-Villain (Madrid, 18 de abril de 1824-3 de diciembre de 1909), VIII marquesa de Eguaras.[3][10][11]

Casó, el 21 de agosto de 1847, en Irún, con Carlos Guillermo Drake y Núñez del Castillo I conde de Vega Mar. Le sucedió su hijo en 1910:
- Carlos José Drake y de la Cerda (m. 1921[3]), IX marqués de Eguaras[3][12] y  II conde de Vega Mar.[10]

Casó con Antonia Juliana Rosa Redondo y Guerrero. Le sucedió su hijo:
- Carlos María Drake y Redondo (m. 1937), X marqués de Eguaras, III conde de Vega Mar.[10] Le sucedió su hermano:

- Emilio Drake y Redondo (m. 1972),[3] XI marqués de Eguaras.[10][13]

Casó en primeras nupcias con María del Carmen Sánchez del Villar y Palma y en segundas con su prima hermana, Antonia Drake y Fernández-Durán. Le sucedió, de su primer matrimonio, su hijo:
- Carlos Drake y Sánchez del Villar, XII marqués de Eguaras.[10][14]

Le sucedió, en 2005, por rehabilitación, su medio hermano, hijo del segundo matrimonio de su padre:
- Jesús Drake y Drake (Madrid, 24 de mayo de 1921-2003[3]), XIII marqués de Eguaras.[16]

Casó con María Ángeles Escribano de la Torre. Le sucedió su hijo:
- Álvaro Drake y Escribano, XIV marqués de Eguaras.[17][18]

- Emilio Drake y Canela (n. 1964), XV marqués de Eguaras,[3][19][20] hijo de Emilio Drake y Rubio (m. 1985) —hijo, a su vez, de Emilio Drake (m. 1940), hermano del XIII marqués de Eguaras, y de Mercedes Rubio—[3] y de Emilia Canela y Arias.[19]